# 达克战争

叛乱起源地斯莫兰在瑞典的位置

达克战争（瑞典語：Dackefejden），是瑞典的一场农民起义。瑞典国王古斯塔夫·瓦萨在瑞典解放戰爭中为维持军费，一方面对农民课以重税，另一方面皈依信义宗、瓜分教会资产，最终导致不满的农民在斯莫兰农民尼尔斯·达克的领导下于1542年揭竿而起。国王的军队在战争的第二年成功镇压了叛乱，并杀死了起义的领袖。

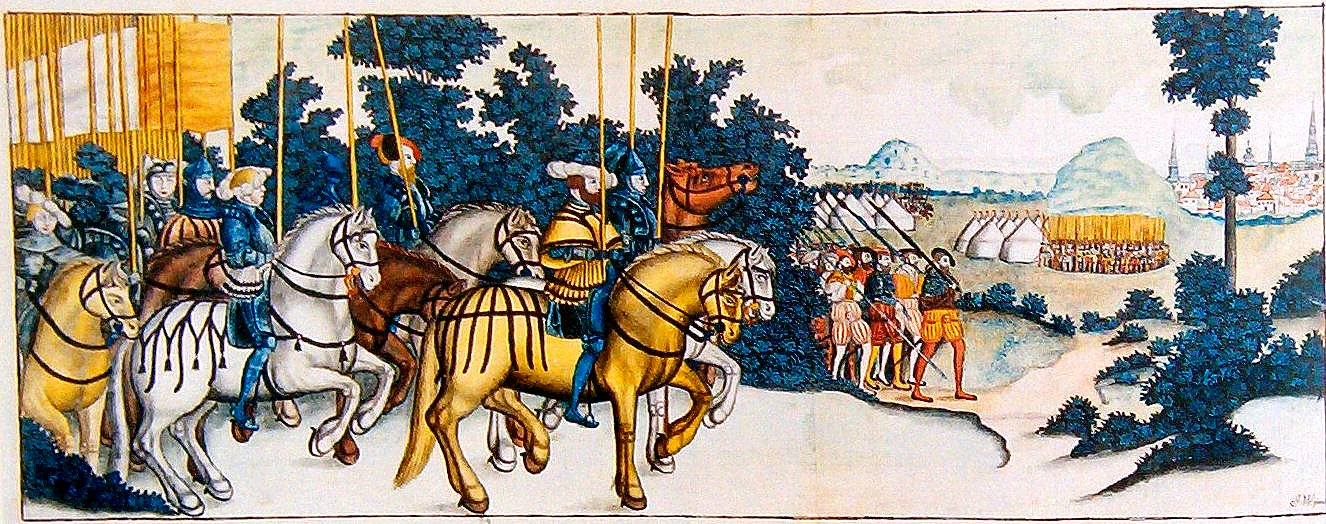
The army of Gustav Vasa on its way to defeat Nils Dacke.

## 背景
尼尔斯·达克及其率领的农民军不满于瑞典国王古斯塔夫·瓦萨的政策，后者在国家现代化和中央集权的过程中建立了一个更加高效的税收制度，导致农民难以承受承重的税收而心生愤懑。为了攫取教会的财富与土地，国王还与罗马教廷决裂，大量宣扬信义宗，颁布法律削弱教会。1541年，王国在斯莫兰征收了大量教会资产，其中就有许多教会的银器，甚至教堂的钟也被征用以资军费。达克反对征收教会财产的政令并且坚持天主教信仰，许多牧师也支持达克。
尽管古斯塔夫一世在位期间瑞典发生了众多起义与叛乱，但达克战争是其中唯一由农民领导的。

## 起义
1542年夏，农民杀死了国王派来收税的執達吏，很快国王就派出自己的岳父小古斯塔夫·奥洛夫松·施滕博克率领军队前来平叛，但国王君对人数不断增加的农民叛军屡战屡败，达克的军队向北一路打到东约特兰平原边缘的米约尔比，并在苏门和于德勒获得大批支持者。
地方贵族纳欧达格家族的蒙斯·约翰松抛下与国王的嫌隙，主动投入镇压起义的作战中。接下来瑞典政府切断了外界对斯莫兰的武器和生活必需品的供应，并且散播达克叛国和异教徒的谣言，极大削弱了起义势力。1543年3月，古斯塔夫率领瑞典军队和德国雇佣兵重返斯莫兰，军队规模超过以往，从东西约特兰两方面围攻达克，达克虽然不敌但还是设法逃离阵中。

## 尾声
国王对带头的起事者施以严厉的报复，起义的领导人和支持达克的牧师被抓起来集中处决，参加起义的农民被迫离开瑞典前往芬兰服兵役，叛乱地区还需要向国外支付罚金。1543年8月达克在逃亡过程中被捕，传说他的尸体被运往卡尔马，尸体被人戴上铜制皇冠当街展示作为警讯。于德勒在达克死后仍在反抗，古斯塔夫一世最后派出400人的部队成功镇压当地的叛乱。